# 大衛·佩恩
大衛·尼尔·佩恩爵士（英語：Sir David Neil Payne，1944年8月13日—），英國物理學家，皇家學會會士、皇家工程院院士，摻鉺光纖放大器（EDFA）的先驅。現任南安普敦大学教授。